# Acanthocharax
Acanthocharax is een monotypisch geslacht van straalvinnige vissen uit de familie van de karperzalmen (Characidae).

## Soort
- Acanthocharax microlepis Eigenmann, 1912